# Lijst van voetbalinterlands Kaaimaneilanden - Montserrat
Deze lijst van voetbalinterlands is een overzicht van alle officiële voetbalwedstrijden tussen de nationale teams van de Kaaimaneilanden en Montserrat. De landen speelden tot op heden één keer tegen elkaar: een kwalificatiewedstrijd voor de CONCACAF Nations League 2019/20 op 22 maart 2019 in West Bay.

## Wedstrijden
| № | Plaats   | Datum         | Competitie                                   | Wedstrijd                | Uitslag |
| - | -------- | ------------- | -------------------------------------------- | ------------------------ | ------- |
| 1 | West Bay | 22 maart 2019 | CONCACAF Nations League 2019/20 kwalificatie | Kaaimaneil. – Montserrat | 1 – 2   |

## Samenvatting
| Competitie                           | Totaal gespeeld | Winst Kaaimaneil. | Gelijk | Winst Montserrat | Doelsaldo Kaaimaneil. – Montserrat |
| ------------------------------------ | --------------- | ----------------- | ------ | ---------------- | ---------------------------------- |
| CONCACAF Nations League-kwalificatie | 1               | 0                 | 0      | 1                | 1 − 2                              |
| Totaal                               | 1               | 0                 | 0      | 1                | 1 − 2                              |

Wedstrijden bepaald door strafschoppen worden, in lijn met de FIFA, als een gelijkspel gerekend.
CIFA · A-internationals · Olympisch elftal · Kaaimaneilands vrouwenelftal
Amerikaanse Maagdeneilanden ·
Anguilla ·
Antigua en Barbuda ·
Aruba ·
Bahama's ·
Barbados ·
Belize ·
Bermuda ·
Britse Maagdeneilanden ·
Canada ·
Cuba ·
Dominicaanse Republiek ·
El Salvador · 
Grenada ·
Guyana ·
Haïti ·
Jamaica ·
Moldavië ·
Montserrat ·
Nederlandse Antillen ·
Nicaragua ·
Puerto Rico ·
Saint Kitts en Nevis ·
Saint Lucia ·
Saint Vincent en de Grenadines ·
Suriname ·
Trinidad en Tobago ·
Turks- en Caicoseilanden ·
Verenigde Staten
MFA · A-internationals
1990 – 1999 · 
2000 – 2009 · 
2010 – 2019 ·
2020 − 2029
1991 · 
1992 · 
1993 · 
1994 · 
1995 · 
1996 · 
1997 · 
1998 · 
1999 · 
2000 · 
2001 · 
2002 · 
2003 ·
2004 · 
2005 · 
2006 · 
2007 · 
2008 · 
2009 · 
2010 · 
2011 · 
2012 ·
2013 ·
2014 ·
2015 ·
2016 ·
2017 ·
2018 ·
2019 ·
2020 ·
2021 ·
2022 ·
2023 ·
2024 ·
Amerikaanse Maagdeneilanden ·
Anguilla ·
Antigua en Barbuda ·
Aruba ·
Barbados ·
Belize ·
Bermuda ·
Bhutan ·
Britse Maagdeneilanden ·
Curaçao ·
Dominicaanse Republiek ·
El Salvador ·
Grenada ·
Guyana ·
Haïti ·
Kaaimaneilanden ·
Nicaragua ·
Panama ·
Saint Kitts en Nevis ·
Saint Lucia ·
Saint Vincent en de Grenadines ·
Suriname ·
Trinidad en Tobago